# إيست باي راي
إيست باي راي (بالإنجليزية: East Bay Ray) هو عازف قيثارة أمريكي، ولد في 17 نوفمبر 1958 في أوكلاند في الولايات المتحدة.

## وصلات خارجية
- إيست باي راي على موقع IMDb (الإنجليزية)
- إيست باي راي على موقع ميوزك برينز (الإنجليزية)
- إيست باي راي على موقع أول ميوزيك (الإنجليزية)
- إيست باي راي على موقع ديسكوغز (الإنجليزية)
- إيست باي راي على موقع قاعدة بيانات الفيلم (الإنجليزية)
- إيست باي راي على موقع كينوبويسك (الروسية)